# Varial heelflip
 (septembre 2024).
Le Varial heelflip ou 180 Varial Heelflip est une figure de skateboard combinant le (180)FS Pop Shove-It et le Heelflip; ensuite il faut mettre le bout de son pied arrière de sorte qu'il n'y a que la pointe du pied arrière qui touche le tail. Positionnez votre pied avant de la même sorte que pour le heelflip mais rapprochez le  du milieu de la planche. Poppez et partez en fs pop shove-it puis gratter comme le heel!Au début la replaque se fera à 1 seul pied, mais à force d'entraînement le 2e pied viendra automatiquement sur la board, Replaquez.